# فرد هيوم
فرد هيوم (بالإنجليزية: Fred Hume)‏ هو لاعب دوري الرغبي أسترالي، ولد في 1898، وتوفي في 1978.